# Zorzines tanakai
Zorzines tanakai är en fjärilsart som beskrevs av Inoue 1982. Zorzines tanakai ingår i släktet Zorzines och familjen nattflyn. Inga underarter finns listade i Catalogue of Life.